# Міжнародний фонд «Відродження»
Міжнародний фонд «Відродження» — одна з найбільших українських благодійних фундацій, неурядова організація.
Фонд засновано у квітні 1990 року. Він входить до створеної Джорджем Соросом мережі Фундацій Відкритого Суспільства, що працюють у 130 країнах. Фонд має автономію у визначенні пріоритетів та стратегії. За 34 роки діяльності в Україні Фонд підтримав понад 20 тис. проєктів, вклавши більше 365 млн $. Офіс розташовано в Києві (вул. Січових Стрільців, 46).

## Історія
8 квітня 1990 року Фонд відкритого суспільства Джорджа Сороса, разом із товариством «Просвіта», Українською радою миру та організацією «Зелений світ» спільно заснували фонд «Відродження». Серед представників цих організацій до заснування фонду були долучені Юрій Щербак (Зелений світ), Павло Мовчан (Просвіта) і Борис Олійник (Фонд культури). Також до ради директорів фонду тоді приєдналися Іван Дзюба, Дмитро Павличко, Володимир Василенко і Валентин Симоненко. Першим керівником Фонду став відомий україно-швейцарський вчений, економіст і меценат Богдан Гаврилишин.

### 1991—1999
1991 року запущено першу в Україні програму обміну творчими ідеями та практичним досвідом між країнами Центральної та Східної Європи «Схід-Схід: партнерство без кордонів». Програма включала стажування та обмін науковців, експертів, вчителів та студентів.
1993 — Сорос заснував Центр сучасного мистецтва при Києво-Могилянській академії. В Центрі проходили виставки робіт Демієна Герста, Білла Вайоли, Йозефа Бойса, Джозефа Кошута, Енді Воргола та інших митців.
1994 року президент Леонід Кравчук доручив органам влади сприяти роботі фонду. У цей же рік стартує програма соціальної адаптації та перекваліфікації військовослужбовців, в рамках якої фонд надавав допомогу звільненим після масових скорочень в українській армії військовослужбовцям.
1996 року запущено проєкт «Жінка у суспільстві» для захисту прав жінок, створення гендерної політики, розширення участі жінок у прийнятті політичних рішень.
1998 — запуск програми перекладів українською мовою праць зарубіжних авторів, які визначають розвиток гуманітарних й суспільних дисциплін та поширюють інформацію про цінності відкритого суспільства. За 10 років було перекладено та видано понад 800 книг.
1994 — Британія передала антарктичну станцію «Фарадей» Україні, там було створено українську антарктичну станцію «Академік Вернадський». 21 листопада 1994 року фонд виділив 12 тис. $ на проєкт «Україна повертається до Антарктиди», аби забезпечити відправку українських науковців до станції.
Фонд долучався до адвокатування важливих для розвитку громадянського суспільства реформ та ініціатив. У 1998 році за його підтримки було проведено перший в Україні екзит-пол, що відбувався в рамках парламентських виборів, а у 1999-му сприяв реформі пенітенціарної системи. Метою цієї реформи було демократизація тюремної системи, з метою дотримання прав людини, міжнародних стандартів поводження з в'язнями, гуманізації та переорієнтації діяльності на людяне ставлення до засуджених та їх соціальне збереження.

### 2000—2014
З початку 2000-х фонд починає сприяти розвитку незалежної медіа-сфери та журналістики. У 2002 році за його фінансової підтримки було започатковано Громадське радіо — першу незалежну «розмовну» радіостанцію в країні. Того ж року за сприяння фонду було створено Незалежну медіа-профспілку (НМПУ), яка стала першою незалежною всеукраїнською профспілкою працівників медіа-сфери та єдиною профспілкою, що входить до міжнародної федерації журналістів (IFG). У 2008 році за підтримки фонду було запущено перше незалежне бюро журналістських розслідувань «Свідомо», діяльність якого триває до тепер та спрямована на висвітлення незаконної діяльності влади. А 2010 року українські журналісти започаткували рух «Стоп цензурі», який ставить за мету відстоювання свободи слова, запобігання встановленню цензури в Україні, перешкоджанню професійній діяльності журналістів та порушенню професійних стандартів при висвітленні суспільно-політичних питань. Організаційна підтримка руху та розвиток журналістських профспілок фінансуються за рахунок грантів Міжнародного фонду «Відродження».  
Підтримка медіа-сфери розповсюджувалась і на культурні проєкти. Відомий сьогодні найбільший міжнародних фестиваль документального кіно в Україні «Дні кіно про права людини» (Docudays UA) у 2003 році провів свій перший кінопоказ, також за сприяння фонду «Відродження». Підтримка культурних та медіа-ініціатив зараз здійснюється програмою фонду «Соціальний капітал».  
Важливою складовою діяльності фонду у цей період стала адвокація та забезпечення доступу громадськості до публічної інформації, прозорості видобувних галузей і діяльності влади, правової допомоги, паліативної допомоги та реформування системи освіти. У 2005 році фонд створив перший центр правової допомоги ромському населенню, а у 2007 році підтримав відкриття першого в Україні «прозорого офісу» — Центру надання адміністративних послуг (ЦНАП) у Вінницькій міській раді. Ще за два роки, у 2009-му за постанови уряду Україна приєдналася до ініціативи з прозорості у видобувних галузях, що активно підтримував у цей час фонд. Сьогодні цим напрямком займається Демократична програма фонду. У 2011 році було прийнято закони «Про доступ до публічної інформації» та «Про безоплатну правову допомогу». Закони, у розробці яких активну участь брав фонд, сприяли дотриманню прав людини: права на інформацію та права на правову допомогу. З моменту прийняття законів інформація про діяльність влади ставала відкритою, а всі українці незалежно від фінансового стану мали право отримати безоплатну правову допомогу від держави. Захистом прав людини до рівним доступом до правосуддя зараз займається програма «Права людини і правосуддя».  
У сфері освіти фонд займався адвокацією реформи, результатом якої стало впровадження та законодавче закріплення у 2005 році ЗНО. Центр тестових технологій Міжнародного фонду «Відродження» спільно з Міністерством освіти та науки України займався розробкою та апробацією тестових завдань ще з 2002 року. Впровадження ЗНО принесло результати щодо значного підвищення якості середньої та вищої освіти в Україні, позитивно позначилося на загальному рівні освіченості та стало вагомим фактором у боротьбі з корупцією. З 2012 року фонд підтримує також і розвиток інклюзивної освіти, що дозволяє реалізовувати право на освіту дітей з особливими потребами.  
З 2011 року фонд долучається до розвитку паліативної допомоги в Україні, запустивши кампанію «STOPБіль». Метою кампанії була допомога хворим, які потребують знеболення для полегшення симптомів невиліковних хвороб. Результатом кампанії стала реєстрація таблетованого морфіну, що полегшило життя тисячам важкохворих українців. З 2013 року почав діяти перший в Україні Дитячий центр паліативної допомоги на Прикарпатті, а у Харкові - перший у Східній Україні тренінговий центр, де медичних працівників навчають надавати паліативну допомогу. Це напрямок діяльності фонду залишається актуальним і в наступні роки і реалізувався програмою «Громадське здоров'я».  
Відразу після Помаранчевої Революції в Україні, у 2005 році стартував діяльність проєкту Київський діалог — українсько-німецької програми підтримки локальних ініціатив, що створює мережу змінотворців для демократичних перетворень в Україні. З 2012 року проєкт починав співпрацювати з фондом, а у 2014 відкрив свої регіональні представництва, де відбулася низка публічних дискусій на суспільно важливі теми.

### 2014—2021
З кінця 2013 року фонд підтримав ініціативу Євромайдан-SOS та інші громадські ініціативи Майдану, надавав кошти на лікування та реабілітацію 300 постраждалих майданівців. Від початку війни на Сході Україні фондом було створено центри допомоги учасникам та учасницям АТО і ВПО, які взяли на себе правову підтримку учасників та учасниць АТО і їхніх родин у таких питаннях, як набуття статусу учасника бойових дій, доступ до безкоштовного лікування, отримання соціальних пільг тощо. Паралельно надавалася і психологічна підтримка.  
Після завершення Революції, у 2014—2015 роках фонд та його грантери були залучені до прийняття низки законів з антикорупційного пакету 2014 року, закону «Про доступ до відкритих даних», «Про відкритість використання публічних коштів» і запуску сервісу E-data, започаткування антидискримінаційного «Індексу корпоративної рівності». Фонд також став одним із фундаторів Українського кризового медіа центру, який надає інформацію про події в Україні та виклики і загрози національній безпеці. Згодом організація перетворилася в один із ключових інформаційних майданчиків громадянського суспільства та місце для обговорення реформ.
У сфері охорони здоров'я фонд долучився до запуску у 2018 році Центру громадського здоров'я МОЗ, а за рік до цього завдяки підтримці благодійного фонду «Пацієнти України» створив механізм постійного громадського контролю за прозорістю, підзвітністю та ефективністю використання бюджетних коштів у галузі охорони здоров'я.  
З 2016 року починає діяти постійна ініціатива фонду з розвитку аналітичних центрів, що покликана покращити якість та практику прийняття рішень органами влади через підвищення рівня довіри до аналітичних центрів та зміцнення їхньої ролі у процесі ухвалення рішень. Надалі в межах ініціативи проводилась також програма стажування для студентів та студенток, що хочуть освоїти навички роботи в аналітичних центрах та працювати у цій сфері.
У 2017 році більш ніж десятирічна історія просування фондом безвізового режиму з ЄС увінчалась успіхом. За допомогу в отриманні безвізу виконавчий директор фонду Олександр Сушко отримав орден «За заслуги» ІІІ ступеня. Цього ж року фонд підтримує Школу тренерів «Нової української школи», яку проводила громадська організація «Освіторія» у співпраці з Міністерством освіти.  
З початку пандемії Covid-19 у 2020 році, фонд спрямував частину своїх фінансових ресурсів на боротьбу із поширенням вірусу та наслідками пандемії для України, розпочинаючи гуманітарну ініціативу «Людяність і взаємодопомога». За дев'ять місяців ініціативи було підтримано 191 проєкт на суму 21,5 млн гривень, а також виділено 3 мільйони гривень на прямі закупівлі медзакладам. Ініціатива розповсюджувалась на пряму допомогу медичним закладам, допомогу найбільш вразливим групам, інформаційну й просвітницьку роботу, правозахист та допомогу у подоланні соціально-економічних наслідків пандемії. З квітня 2020 року ініціатива впроваджувалась у партнерстві та за фінансового сприяння ЄС.

### з 2022 р.
Після початку повномасштабної російсько-української війни Фонд частково видозмінює свої пріоритети та діяльність відповідно до нових викликів, які постали перед Україною та її суспільством. Зокрема, один з головних акцентів робиться на допомогу, пов’язану з виживанням, безпекою, стійкістю та відновленням. У перші місяці війни головні зусилля «Відродження» були зосереджені на допомозі вразливим верствам населення, волонтерському руху та українським захисникам. Тимчасово основною базою МФВ став західний офіс у Львові, в той час як у його київських приміщеннях розташовувалися медики-волонтери. В середині квітня була відновлена повноцінна робота головного київського офісу.  У перші тижні повномасштабної війни Джордж і Алекс Сороси суттєво розширили свою благодійну місію в країні, що здійснюється через МФВ. Загальний бюджет грантових та операційних проєктів Фонду 2022 р. був найбільшим за всю його історію — 18,7 млн дол. США. Для порівняння: кошторис попереднього, 2021, року був на 102% меншим. Кількість підтриманих організацій або установ (581) та проєктів (811) також стала найбільшою з 2002 р. Більшість коштів була витрачена на програму «Гуманітарна солідарність» та різні екстрені ініціативи, пов’язані з війною (допомога захисникам, волонтерам, цивільним тощо).

## Стратегія Міжнародного фонду «Відродження»
Міжнародний фонд «Відродження» проводить свою діяльність, керуючись стратегією, яка визначає ключові напрямки, за якими фонд здійснює підтримку.
Після Революції Гідності і зміни влади в країні, підтримка фонду є вирішальною в таких сферах:
1. боротьба з корупцією у владі через посилення тиску громадськості та сприяння антикорупційним реформам;
2. моніторинг і документація ситуації з правами людини, потрібна для того, щоб домогтися запровадження антидискримінаційного законодавства та практик і зменшити масштаби зловживань у в'язницях і СІЗО;
3. забезпечення доступу бідних і вразливих верств населення до правосуддя та посилення їхніх правових можливостей;
4. посилення правових можливостей ромів, розвиток інтеграційних моделей, які запроваджуватимуть молоді освічені циганські лідери;
5. боротьбу з політичним популізмом і сприяння усвідомленому вибору;
6. запровадження практик і механізмів, що регулюють конфлікт інтересів;
7. просування цінностей відкритого суспільства за допомогою зобов'язань України перед ЄС;
8. створення прецедентів підзвітного використання коштів у сфері охорони здоров'я;
9. вироблення збалансованої та недискримінаційної наркополітики.

З початку пандемії Covid-19 у 2020 році, фонд спрямував частину своїх фінансових ресурсів на боротьбу із поширенням вірусу та наслідками пандемії для України, розпочинаючи гуманітарну ініціативу «Людяність і взаємодопомога». За дев'ять місяців ініціативи було підтримано 191 проєкт на суму 21,5 млн гривень, а також виділено 3 мільйони гривень на прямі закупівлі медзакладам. Ініціатива розповсюджувалась на пряму допомогу медичним закладам, допомогу найбільш вразливим групам, інформаційну й просвітницьку роботу, правозахист та допомогу у подоланні соціально-економічних наслідків пандемії.
З початком повномасштабного вторгнення Росії в Україну у 2022 році, Фонд переглянув свою стретегію, адаптувавши її до актуальних потреб України та громадянського суспільства, врахувавши зміну безпекової ситуації в країні. Станом на 2024 рік ключовими напрямками роботи Фонду є:
1. підтримка стійкості демократії в Україні;
2. просування правосуддя та відповідальності за злочини війни;
3. сприяння людиноцентричному відновленню, підтримка ветеранів війни та переміщених осіб;
4. підтримка вступу України до ЄС;
5. посилення глобальної присутності України.

У виконанні цієї стратегії Фонд поєднуватиме свої можливості як національної фундації – суб’єкта українського громадянського суспільства та широкі зв’язки, ресурси та потенціал Фундацій Відкритого Суспільства (Open Society Foundations) як глобальної мережі.

## Засади роботи
Фонд розподіляє гранти між неурядовими організаціями, що працюють на розвиток суспільства. Самостійно чи спільно з іншими організаціями фонд ініціює та втілює проєкти, важливі для соціального та політичного розвитку України. Серед іншого він організовує та підтримує громадські обговорення на політичні, соціальні та міжнародні теми, організовує публікацію інформаційних матеріалів, опитування та громадські кампанії, конференції, семінари та круглі столи, запроваджує програми мікрогрантів для підтримки громадських ініціатив, що слугують інтересам суспільства.
До 2023 року фонд також мав чотири регіональні представництва, що здійснювали моніторинг ситуації в межах своїх регіонів та сприяли виконанню мети фонду з урахуванням місцевого контексту.  
- Західноукраїнське — Львівська, Закарпатська, Волинська, Рівненська, Чернівецька та Тернопільська області;
- Південноукраїнське — Одеська, Миколаївська та Херсонська області;
- Східноукраїнське — Харківська, Сумська, Полтавська, Донецька та Луганська області;
- Придніпровське — Дніпропетровська, Кіровоградська та Запорізька області.

З 2023 року роботу продовжує лише Західноукраїнське представництво фонду у Львові, яке очолює Оксана Дащаківська.
У межах своїх пріоритетів Міжнародний фонд «Відродження» здійснює як грантові проєкти (на основі поданої заявки їх реалізує організація-грантоотримувач), так і операційні (тобто проєкти, які здійснює сам фонд). Фонд бере активну участь у механізмах донорської координації на національному рівні та співпрацює з USAID, ЄС, агенціями ООН, Світовим банком, а також канадською Affairs Canada|DFATD, шведською SIDA, німецькою GIZ та іншими агенціями-донорами.
Міжнародний фонд «Відродження» не залежить від держави та політичних партій; реагує на нагальні суспільні потреби й ініціює проєкти й ідеї в тих галузях, які ще слабо представлено в суспільному житті країни; дотримується прозорості та відкритості процедур у процесі своєї грантової діяльності.
Щороку фонд оприлюднює річний звіт, у якому висвітлено всі підтримані й реалізовані ініціативи та проєкти. Зі звітом за 2023 рік можна ознайомитись на сайті Фонду.

## Фінансування фонду
Фінансову підтримку фонд отримує від Мережі Фундацій Відкритого Суспільства, а також від міжнародних донорів (Шведська SIDA, Європейський союз) та окремих українських і закордонних організацій і громадян.

## Управління фондом
Фонд було засновано американським фінансистом і меценатом Джорджем Соросом у 1990 році. Операційне управління фондом здійснюється виконавчим директором, фінансовим директором та заступником виконавчого директора. Посаду виконавчого директора обіймає Олександр Сушко, фінансового — Наталя Саннікова, а заступницею виконавчого директора виступає Інна Підлуська. Ухвалення рішень про стратегічні напрямки діяльності фонду та про підтримку проєктів здійснюється незалежними органами: Правлінням та Експертними радами, що дає фонду можливість глибше включатися у розвиток громадянського суспільства, ніж це можуть робити іноземні донори та програми.
До складу Правління входять громадські діячі, які мають визначні досягнення у просуванні відкритого суспільства, є незалежними від фонду, не отримують зарплату і дотримують положення про запобігання конфлікту інтересів. Станом на 2023 рік, до Правління фонду входять: Володимир Єрмоленко (голова правління), Алім Алієв, Олена Галушка, Михайло Гончар, Павло Клімкін, Олександра Матвійчук та Любов Цибульська. Експертні ради формуються Правлінням з професіоналів різних сфер та компетенцій, які є незалежними від фонду і не можуть мати конфлікту інтересів, а їхній склад постійно оновлюється. Кожна програма та ініціатива фонду має свою експертну раду, до якої входять від 6 до 9 визнаних фахівців у галузі.

### Виконавчі директори фонду
- 1990—1994 — Валерій Грузин
- 1994—1996 — Богдан Будзан
- 1996—1997 — В'ячеслав Покотило
- 1997—1998 — Віра Нанівська (виконувачка обов'язків виконавчого директора)
- 1998—2017 — Євген Бистрицький.
- З 1 січня 2018 року виконавчим директором Міжнародного фонду «Відродження» є Олександр Сушко.

## Програми та ініціативи фонду

### «Соціальний капітал»
Мета програмної ініціативи «Соціальний капітал»— розбудовувати та посилювати спільноти, які є опорою Відкритого Суспільства, а також створювати передумови для громадського діалогу та згуртованості на засадах демократичних цінностей . Очолює програму Григорій Баран.

### «Демократія і належне врядування»
Мета програмної ініціативи «Демократія і належне врядування»— допомагати зберігати в Україні стійку демократію та робити українське врядування прозорим та підзвітним. Директор програми Олексій Орловський.

### «Європа і світ»
Мета програми «Європа і світ»— підтримувати європейську інтеграцію України як засіб для запровадження дієвих проєвропейських реформ у сферах демократизації, прав людини, належного врядування та верховенства права на основі кращих світових практик. Програму очолює Дмитро Шульга.

### «Права людини і правосуддя»
Мета програмної ініціативи «Права людини і правосуддя» — сприяти притягненню росії до відповідальності за злочини війни, захищати фундаментальні свободи українців, продовжувати впровадження ефективного антидискримінаційного законодавства та реформ правосуддя. Директор програми Роман Романов.

### «Громадянська стійкість»
Програма сформувалась у 2023 році, у відповідь на виклики, поставлені повномасштабним вторгненням Росії в Україну. Головне завдання програми «Громадянська стійкість» — усувати прогалини в захисті вимушено переміщених осіб (ВПО), ветеранів війни, сімей загиблих та зниклих безвісти. Програму очолює Ксенія Шаповал.

### Проєкт «Європейське Відродження України»
Проєкт є продовженням співпраці і рамкового партнерства фонду «Відродження» та Європейського Союзу, загальною метою якого є посилення внеску українського громадянського суспільства в політичний діалог щодо інтеграції України в ЄС, підтримку суспільної стійкості під час війни та підготовку до післявоєнного відновлення. Проєкт розрахований на 24 місяці. Він має дві взаємодоповнювальні цілі:
1. Розширення можливостей та надання ресурсів організаціям громадянського суспільства та громадським ініціативам, щоб вони могли внести суттєвий внесок у зміцнення суспільної стійкості, розумну та активну відбудову та післявоєнне відновлення України.
2. Посилення ролі, спроможності та залучення громадянського суспільства до просування інтеграції України до ЄС та підтримки проведення необхідних реформ. Керує проєктом директор програми «Європа і світ» Дмитро Шульга.[15]

## Надання грантів
Щороку фонд оголошує конкурси. Організація, яка хоче отримати грант, має підготувати проєктну пропозицію згідно з вимогами фонду та конкретного конкурсу. Цікаві, інноваційні, суспільно значущі проєкти можуть претендувати на підтримку поза оголошеними конкурсами чи поза межами граничного обсягу фінансової підтримки, визначеного умовами конкурсів.